# Giulio Cesare Sorrentino
Giulio Cesare Sorrentino (Napoli, 21 settembre 1606 (data del battesimo) – 1684 circa) è stato un librettista e commediografo italiano.

## Biografia
Giulio Cesare Sorrentino fu l'Inquieto dell'Accademia degli Erranti di Napoli. Librettista di grande successo, alcune sue opere sono giunte a noi solo in forma manoscritta. Il testo della prima commedia del 1631, L'astuta cortegiana, fu utilizzato da degli studiosi dell'Ottocento, per arricchire i loro vocabolari.